# 国際連合安全保障理事会決議1386
国際連合安全保障理事会決議1386（こくさいれんごうあんぜんほしょうりじかいけつぎ1386、英: United Nations Security Council Resolution 1386）は、2001年12月20日に国際連合安全保障理事会で採択されたアフガニスタン情勢に関する決議。略称はUNSCR1386。

## 概要
国連安保理決議1386は、2001年12月5日、ドイツのボンで行われたアフガニスタンに関する国際会議で採択されたボン合意を受けて採択された決議で、ボン合意の内容を誠実に履行することを加盟国に求めるとともに、国連によるその直接的な履行措置として国際治安支援部隊（ISAF）の設置を承認（authorize）するもの。決議は全会一致で採択された。

## 主な条文

### 前文
- 安全保障理事会は、アフガニスタンに関する従前の理事会決議、特に2001年11月14日の決議第1378号(2001)[2]及び2001年12月6日の第1383号(2001)[3]を想起し、
- 国際連合憲章に基づいてテロリズムを根絶しようとする国際的な努力を支持し、
- 2001年9月12日の第1368号(2001)及び2001年9月28日の第1373号(2001)[4]を再確認し、
- すべてのアフガニスタン人が不可譲の権利及び抑圧や恐怖から解放された自由を享受できるようなアフガニスタンの発展を歓迎し、
- アフガニスタン全土の治安及びそこに法と秩序を確立する責任はアフガニスタン人自身にあることを認識し、
- 恒久的な政府機構が再構築されるまでの間のアフガニスタンにおける暫定取決めに関する2001年12月5日にボンで署名された合意（S/2001/1154）[5]への支持を再確認し、
- 国際治安部隊をアフガニスタンに早期に展開する承認を検討願いたいとのボン合意付属文書1の第3項にある安全保障理事会への要請、並びに、アフガニスタン暫定行政機構との接触において、彼らが国連が承認した国際治安部隊がアフガニスタンに展開することを歓迎したとする2001年12月4日の国際連合事務総長特別代表の報告[6]に留意し、
- 2001年12月19日付のアブドゥラ・アブドゥラ博士(Dr.Abdullah Abdullah)よりの安全保障理事会議長宛書簡(S/2001/1223)[7]に留意し、
- 2001年12月19日の英国外相からの事務総長宛書簡(S/2001/1217)[8]を歓迎し、また、同書簡において英国が国際治安支援部隊の編成及び指揮を主導するとした提案に留意し、
- すべてのアフガニスタン人武装勢力が、女性の権利の尊重を含む人権法下、及び国際人道法下の自らの義務を厳格に遵守しなければならないことを強調し、
- アフガニスタンの主権、独立、領土保全及び国民的統一に対する理事会の強いコミットメントを再確認し、
- アフガニスタン情勢が依然、国際の平和と安全に対する脅威であると断定し、
- ボン合意によって樹立されたアフガン暫定行政機構と協議しつつ、国際治安支援部隊のマンデートの全面的な履行を保証することを決意し、
- これらの理由に基づき国際連合憲章第7章のもとに行動する。

### 本文
1. ボン合意付属文書1[9]に想定されているように、アフガニスタン暫定行政機構がカブール内及びその周辺の治安を維持することを援助しアフガニスタン暫定行政機構及び国連要員が安全な環境の中で活動できるようにするため、国際治安支援部隊を6カ月間設立することを承認する。
2. 加盟国に対し、国際治安支援部隊に要員、装備及び他の資材を提供するよう要請し、また、加盟国に対し、部隊の司令部と事務総長に通知するよう求める。
3. 国際治安支援部隊に参加する加盟国に対し、そのマンデート遂行に必要なすべての手段をとることを承認する。
4. 国際治安援助部隊に対し、任務を遂行するに際してはアフガン暫定行政機構及び事務総長特別代表と緊密に協議するよう求める。
5. すべてのアフガン人に対し、国際治安支援部隊及び関係する政府・非政府機関に協力するよう求め、また、ボン合意参加者が自らの手段と影響力を全面行使することを誓約することによって、アフガニスタンに展開するすべての国連要員及び国際政府・非政府機関の要員の移動の安全と自由を確保することを含む治安を確保することを歓迎する。
6. ボン合意のアフガン参加者が付属文書1において、カブールからすべての武装部隊を撤退させる旨誓約したこと留意し、また、彼らに対し、この誓約を国際治安支援部隊と協力しつつ履行するよう求める。
7. 近隣諸国及び加盟国に対し、国際治安支援部隊に、上空通過許可及び経由許可の提供を含む、要求に応じた必要な援助を供与するよう奨励する。
8. 国際治安支援部隊の費用が関係の参加国によって負担されることを強調し、事務総長に対し、基金を創設して、それを通じ加盟国が分担金を負担でき、また、関連の活動に支出できるようにし、また、加盟国に対し、この基金に貢献するよう奨励する。
9. 国際治安支援部隊の司令部に対し、事務総長を通して、その任務の履行に対する進捗に関して定期的な報告を行うよう要請する。
10. 国際治安支援部隊参加国に対し、アフガニスタン暫定行政機構が新しい治安組織及び軍隊を設立し、訓練することを支援するよう'要求する。
11. この問題に引き続き積極的に取り組むことを決定する。